# Chi se ne frega della musica
Chi se ne frega della musica è un singolo del rapper italiano Caparezza, pubblicato il 29 aprile 2011 come secondo estratto dal quinto album in studio Il sogno eretico.

## Descrizione
Il brano tratta in maniera ironica la realtà del mondo musicale italiano e di tutto ciò che lo circonda. Lo stesso Caparezza ha affermato:
Vengono sottolineate in particolar modo le contraddizioni del mondo della musica e, più in generale, dell'arte. Secondo Caparezza, infatti, tale mondo si muove su due binari: il primo è quello «dell'espressione, della comunicazione, quello creativo», mentre il secondo è «quello di tutto il contorno, cioè dell'immagine, dell'emozione, del pianto che viene esibito in TV, di tutto quello che c'è dietro e non ha tanto a che fare con l'atto creativo». Il pensiero del cantautore è che «in questi ultimi anni il treno stia viaggiando sul binario sbagliato».
Viene criticato il sistema televisivo, che spesso porta a seguire «strade che mettono più in evidenza la fragilità di un artista, i suoi pianti, le sue isterie, i suoi amori, le sue gelosie, rispetto al talento puro». L'artista vero è colui che, dotato di una «predisposizione alla creatività [e di] passione», segue la strada della musica «perché la ama e non perché vuole sfondare».

### Programma televisivo
Il singolo ha dato il nome ad un programma televisivo condotto da Caparezza e trasmesso su Deejay TV dal 15 giugno al 6 luglio 2011. Il programma, composto da quattro puntate incentrate su tematiche differenti, quali l'industria musicale, le radici culturali, la creatività e il cinema e il mondo pugliese. racconta la crescente scena musicale e artistica pugliese. I personaggi intervistati sono stati: Emma Marrone, Erica Mou, i Negramaro e Antonello Papagni nella prima puntata; i Sud Sound System, Ludovico Einaudi, Mama Marjas, SunnyCola Connection e i Folkabbestia nella seconda puntata; Checco Zalone, Ivan Iusco e l'Accademia di Enziteto nella terza; Stewart Copeland, Fabio Novembre, gli Après La Classe, i Radiodervish e i La Fame di Camilla nell'ultima puntata.

## Video musicale
Il video, diretto da Riccardo Struchil e girato al Teatro Sociale di Como, è stato pubblicato in anteprima sul sito web de La Repubblica il 4 maggio 2011 ed è stato messo in rotazione dalle reti televisive musicali a partire dal successivo 9 maggio. L'introduzione del video riprende il finale di quello del precedente singolo Goodbye Malinconia: Caparezza infatti si trova sullo stesso camion bianco guidato da Tony Hadley.
Il video mostra Caparezza all'interno di un teatro classico dall'atmosfera sacrale, circondato di volta in volta da una serie di diversi personaggi, tra cui tre figure vestite di nero e mascherate. Il cantautore ha spiegato che nel videoclip "vivo una sorta di incubo, in cui molte creature della musica mi inseguono, mi braccano, mi spaventano, mi rompono le palle; son sempre circondato da questi miei fantasmi."

## Formazione
Musicisti
- Caparezza – voce
- Alfredo Ferrero – chitarra, sitar, Hughes & Kettner Coreblade
- Giovanni Astorino – basso elettrico, violoncello, direzione orchestra
- Gaetano Camporeale – Rhodes, Wurlitzer, Hammond
- Rino Corrieri – batteria acustica
- Giuliano Teofrasto – tromba, flicorno
- Damiano Tritto – trombone
- Serena Capuano – viola
- Alessandro Terlizzi – contrabbasso

Produzione
- Carlo U. Rossi – produzione artistica, registrazione
- Caparezza – produzione artistica, pre-produzione
- Claudio Ongaro – produzione esecutiva
- Alfredo Ferrero, Gaetano Camporeale – pre-produzione
- Francesco Aiella – assistenza tecnica agli International Sound
- Antonio Baglio – mastering

## Classifiche
| Classifica (2011) | Posizione massima |
| ----------------- | ----------------- |
| Italia            | 65                |